# Българско инженерно-архитектурно дружество
Българското инженерно-архитектурно дружество (БИАД) е професионално сдружение, поставящо си за цел да обедини българските архитекти и инженери.
Основано е на 2 февруари 1893 г. в София. През 1937 г. се преобразува в Съюз на българските инженери и архитекти, който през 1949 г. се обединява с още 6 дружества в организацията Научно-технически съюзи, преименувана по-късно във Федерация на научно-техническите съюзи.
Българското инженерно-архитектурно дружество има собствена сграда на улица „Георги Раковски“ №108. Към 2011 г. тя е паметник на културата с национално значение. В тази сграда се намира седалището на Федерацията на научно-техническите съюзи.